# ماريا إيزابيل سولديلا
ماريا إيزابيل سولديفيلا بريا (بالإنجليزية: María Isabel Soldevila Brea)‏ ولدت في (سانتو دومينغو) وهي صحفية وأكاديمية وكاتبة ومقدمة برامج تلفزيونية من جمهورية الدومينيكان.
منذ فبراير 2017 كانت ماريا إيزابيل المديرة التنفيذية للإتصالات في معهد الدراسات الأوروبية بجامعة ليبر دي بروكسل.
كانت رئيسة تحرير صحيفة «ليستين دياريو» وهي أكبر وسائل الإعلام المطبوعة في جمهورية الدومينيكان. منذ سبتمبر 2013 كانت ماريا منتجة ومقدمة أخبار في NCDN، وهي شبكة إخبارية إذاعية.
عملت ماريا كمديرة لمدرسة التواصل في جامعة الأم الكاثوليكية.
عندما بلغت من العمر 18 عامًا، بدأت تدريبها في صحيفة «ليستين دياريو». ثم عملت في وقت لاحق لصحيفة هوي ومجلة رامبو.
درست ماريا الصحافة في نيويورك بمنحة دراسية من برنامج فولبرايت في جامعة كولومبيا وحصلت على درجة الماجستير في فرنسا كما درست اللغة والحضارة الفرنسية.
وهي حاليا زميلة نايت والاس في جامعة ميشيغان.